# 八股榎大明神
八股榎お袖大明神（やつまたえのきおそでだいみょうじん）は、愛媛県松山市にある神仏習合の祠である。松山城の堀の南東（東堀端）に位置し、松山市役所の前に社地がある。本殿横に榎の大木が生えている。神紋は五つ捻じ玉。

## 祭神
- 八股榎お袖大明神

## 歴史
この祠の起源は、かつて勝山城（現在の松山城）にすんでいた神通力をもつ狸、お袖が1830年（文政13年）にこの地に生えていた榎の大木に住み着いたのに始まるとされる。
祠が置かれていた榎の大木は明治44年（1911年）に松山電気軌道が開通する際に邪魔になるからと切られてしまい、この時に上一万（現在の勝山町2丁目）の常楽寺境内の六角堂に合祀された。この堂には現在も八股榎大明神が祀られている。
後に別の榎の下に祠が建てられた。その榎も伊予鉄道が路面電車の複線化を進める際に切られることとなったが、切り倒す作業は難航し、結局昭和9年（1934年）に石井村の喜福寺に移植された。しかし古木のためその後間もなく枯れてしまった。直後に大井村の大井駅で一人の女学生が降車し、それがお袖狸の化身ではないかと噂になり、小西村の山奥の明堂という小さな堂に移り住んだということにされ、一時的にそこへの参詣者が増加した。
その後お袖狸は松山城の堀端に帰り、昭和20年代に生えた榎の木に棲み付いたとされ、昭和27〜28年頃に小さな祠が建てられた。その後昭和30年（1955年）に仮殿が造られ、翌年には本殿が造営された。以降信奉する民間人によって祭祀が続けられている。
2024年（令和6年）9月23日午後5時頃、神社の榎の大木の一部が堀側に倒れているのが発見された。

## 交通
- 伊予鉄道市内電車市役所前下車、徒歩1分。（1911年設置当時の駅名は「八股前」であった。）

## 周辺施設
- 城山公園 (松山市)
- 松山市役所
- 愛媛県庁
- 伊予銀行本店
- 日本銀行松山支店